# White Devil Armory
《White Devil Armory》는 미국의 스래시 메탈 밴드 오버킬의 열일곱 번째 스튜디오 음반이다. 2014년 7월 18일, 뉴클리어 블래스트를 통해 유럽에서, 7월 22일, MNRK 뮤직 그룹을 통해 북미에서 발매되었다.

## 평가
| 전문가 평가        | 전문가 평가 |
| 평가 점수          | 평가 점수   |
| 출처               | 점수        |
| ------------------ | ----------- |
| AllMusic           | [ 4 ]       |
| Blabbermouth.net   | (8.5/10)    |
| All About The Rock | (9/10)      |
| Metal Forces       | (8.5/10)    |

《White Devil Armory》는 대부분 긍정적인 평가를 받았다. 올뮤직의 그레고리 히니는 《White Devil Armory》에게 5점 만점에 별 3.5점을 수여했으며, "밴드의 최근 형태가 요행과는 거리가 멀다는 것을 분명히 하는 고전적인 스래시의 기념물"이라고 불렀다. 그는 또한 "음반은 밴드가 다시 한 번 힘에서 힘으로 나아가고 있으며, 그들의 사운드에 상쾌한 방향성을 불어넣는 끊임없는 활력으로 뮤즈를 추구한다는 것을 발견한다"고 말했다.
《White Devil Armory》는 오버킬의 가장 성공적인 음반이었고, 빌보드 200에서 31위로 정점을 찍었고, 그것은 그들의 경력에서 오버킬의 가장 높은 차트 위치가 되었고, 미국에서 첫 주에 8,600장이 팔렸다. 둘째 주에, 그 음반은 미국에서 2,850장이 넘게 팔렸고, 판매량을 11,000장 이상으로 가져왔고, 빌보드 200에서 99위로 떨어졌다. 셋째 주에, 그 음반은 빌보드 200에서 158위로 떨어졌고, 첫 3주 동안 13,000장이 넘게 팔렸다. 그것은 최고의 스래시 메탈 음반으로 2014년 메탈 스톰 상을 수상했다.

## 곡 목록
모든 곡들은 D. D. 버니와 바비 엘스워스에 의해 작사/작곡하였다.
| #   | 제목                         | 재생 시간 |
| --- | ---------------------------- | --------- |
| 1.  | 〈XDᴹ〉                      | 0:49      |
| 2.  | 〈Armorist〉                 | 3:53      |
| 3.  | 〈Down to the Bone〉         | 4:04      |
| 4.  | 〈Pig〉                      | 5:21      |
| 5.  | 〈Bitter Pill〉              | 5:48      |
| 6.  | 〈Where There's Smoke...〉   | 4:20      |
| 7.  | 〈Freedom Rings〉            | 6:52      |
| 8.  | 〈Another Day to Die〉       | 4:56      |
| 9.  | 〈King of the Rat Bastards〉 | 4:09      |
| 10. | 〈It's All Yours〉           | 4:26      |
| 11. | 〈In the Name〉              | 6:03      |